# San José, La Paz
San José är en kommun i Honduras.   Den ligger i departementet Departamento de La Paz, i den sydvästra delen av landet, 80 km väster om huvudstaden Tegucigalpa. Antalet invånare är 7 242. Arean är 64 kvadratkilometer.
Terrängen i San José är kuperad.